# Wysin
Wysin (kaszb. Wësëno) – wieś na Kaszubach w Polsce, położona w województwie pomorskim, w powiecie kościerskim, w gminie Liniewo.

## Historia
Wysin to niewielka wieś licząca 622 mieszkańców, położona w północno-wschodniej części gminy Liniewo. Wieś ta usytuowana jest pośród wzniesień, w niezalesionej okolicy. 

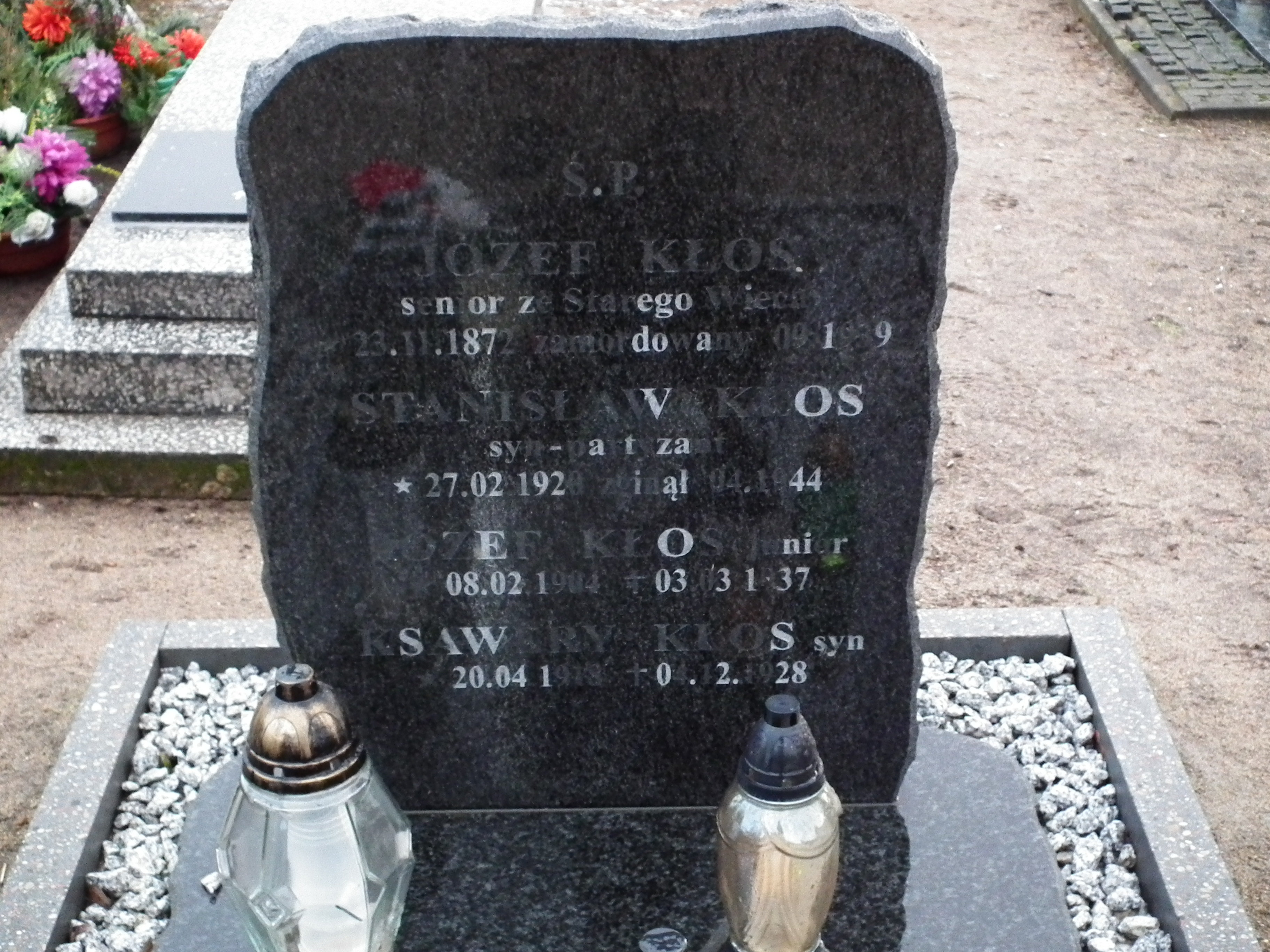
Grób partyzanta Stanisława Kłosa i jego ojca, Józefa, zamordowanego przez Niemców we wrześniu 1939

We wczesnym średniowieczu tereny wsi podlegały prawdopodobnie ośrodkowi lokalnemu, którego siedzibą był gród Gnosna. W XIII wieku osada należała do księcia tczewskiego Sambora II, który przekazał w 1250 roku wieś Viszino (Wissino) biskupowi Michałowi z Włocławka za pożyczkę w wysokości 300 grzywien. Po późniejszych sporach i przetargach nastąpiło 4.01.1284 roku przyznanie przez księcia Mściwoja II prawa do Wysina kolejnemu biskupowi Wisławowi. Nazwa wsi prawdopodobnie pochodzi od staropolskiego imienia Wysz, skrótu od Wyszemir i wielokrotnie zmieniała brzmienie. W rękach biskupów wieś utrzymuje się przez stulecia. 
Pierwszy kościół zbudowany został prawdopodobnie w XIII wieku i był drewniany. Obecny, neogotycki zbudowany został według projektu inż. Schreibera w 1894 roku. Wśród wyposażenia kościoła najcenniejszym zabytkiem jest późnogotycka Pietà, dzieło pomorskiego snycerza z XV wieku; około 70 cm, wysoka, polichromowana. 
Jeszcze przed II wojną światową Wysin był wsią znaczącą, liczącą wraz z przysiółkami około 1500 mieszkańców. Znajdowało się wówczas w Wysinie kilka prywatnych obiektów świadczących usługi dla mieszkańców wsi i okolicy. Zaliczono do nich: wytwórnię oranżady i wód mineralnych, piekarnię, masarnie, mleczarnie i 3 sklepy kolonialne. Była też poczta i szkoła powszechna. Mieszkańcy wsi działali w wielu stowarzyszeniach, zorganizowali też teatr amatorski, który wystawiał sztuki również dla okolicznych wsi. Podczas okupacji Niemcy zorganizowali w Wysinie obóz przesiedleńczy dla 13 tys. Kaszubów z powiatu kościerskiego. W latach 1975–1998 miejscowość administracyjnie należała do województwa gdańskiego.
Wieś jest miejscem urodzenia w 1888 roku ks. F. Podlawskiego, dziekana kościerskiego, autora opracowań historycznych, poświęconych niektórym miejscowościom i parafiom powiatu kościerskiego, między innymi wysińskiej. 

## Okolice
Na północ od wsi znajduje się tzw. Ptasia Góra, na której palono ognie w czasie sobótki. 

## Zabytki
Według rejestru zabytków NID na listę zabytków wpisany są:
- kościół parafialny pw. Wszystkich Świętych, 1893, nr rej.: 1068 z 29.12.1990
- cmentarz, nr rej.: j.w., na którym spoczywają m.in.:
  - Józef Kłos (ur. 23 listopada 1872, zamordowany przez Niemców we wrześniu 1939) oraz jego syn, Stanisław, partyzant (ur. 27 lutego 1920, zginął w kwietniu 1944),
  - ksiądz Władysław Mix, proboszcz wysiński od 1981 do 1995 (ur. 2 października 1937, zm. 28 września 1995),
  - ksiądz Józef Sobisz, proboszcz wysiński od 1939 do 1959 (ur. 17 stycznia 1902, zm. 25 października 1959)[4].